# Gleek (Super Friends)
Gleek es un personaje ficticio que aparece en la serie animada Super Friends y sus derivados relacionados. Gleek es la mascota de los extraterrestres Gemelos Fantásticos, Zan y Jayna. Debutó en The All-New Super Friends Hour, que se emitió por primera vez el 10 de septiembre de 1977. Las vocalizaciones de Gleek fueron proporcionadas por Michael Bell, quien también dio voz a Zan.

## Biografía ficticia
Gleek es un mono alienígena azul y la mascota de Zan y Jayna, los Gemelos Maravilla. Gleek se usa a menudo como un alivio cómico para la serie, ya que el personaje a menudo se mete en travesuras. Una broma que involucra a Gleek a menudo termina los episodios de Super Friends en los que aparece.
Gleek ayuda a los gemelos cuando necesitan viajar: Jayna se convierte en águila, Zan se convierte en agua y Gleek produce un balde para sostener a Zan mientras Jayna los carga a ambos.
A Gleek también le encantan las bananas de la Tierra y, en un episodio, Gleek empacó una maleta adicional con bananas para visitar su planeta natal, Exxor, porque no hay bananas.
En un episodio, aparecen otros monos de la especie de Gleek e intentan conquistar el mundo. Aparentemente, su líder puede hablar inglés. Son capaces de lavarle el cerebro a Gleek y él les ayuda a encontrar las debilidades de Superman, Wonder Woman, Batman y Robin.

## Poderes y habilidades
Gleek tiene una cola elástica y flexible que le permite recoger objetos y seres vivos, como plátanos o personas. Es muy inteligente, capaz de entender claramente el inglés hablado. Gleek puede comunicarse mediante el uso del lenguaje de señas, la representación de escenas y el parloteo (un sonido basado en un mono alienígena ininteligible para la audiencia).

## Otras versiones
- La primera aparición de Gleek en un cómic fue Super Friends Vol. 1 #7 (octubre de 1977, DC Comics).
- Gleek hizo su primera aparición en un cómic moderno en Wonder Twins #2 (marzo de 2019, DC Comics).

## En otros medios
- Gleek hace un cameo en el episodio "Grape Juiced" de Harvey Birdman, Attorney at Law como testigo durante el juicio de Grape Ape.
- El productor ejecutivo Brian Peterson confirmó que Gleek aparecería "de una forma u otra" en el octavo episodio de la novena temporada de Smallville, "Idol". Apareció como una decoración en el teléfono celular de Jayna, con su risa como tono de llamada.[1]
- Gleek aparece en el episodio de Batman: The Brave and the Bold "¡El asedio de Starro!", Como un animal de peluche en la sala de trofeos del Cazador sin rostro.
- Gleek aparece en el episodio de Robot Chicken "Major League of Extraordinary Gentlemen" en el sketch "Sidekick Elevator". Se le muestra junto a Orko de He-Man and the Masters of the Universe y Snarf de ThunderCats, de pie en una fila de desempleados solo para ser recibido por Andy Richter.
- Gleek aparece junto a Zan y Jayna en The New Adventures of the Wonder Twins de Adult Swim, una serie de cinco episodios web lanzados en 2006.
- Gleek hace un cameo en The Lego Batman Movie, en la 57.ª Fiesta Anual de Aniversario de la Liga de la Justicia.
- Gleek hace un breve cameo fuera de pantalla en el episodio final del cruce del Arrowverso Crisis en Tierras Infinitas.[2]